# Erioptera beckeri
Erioptera beckeri är en tvåvingeart som beskrevs av Carl Ernst Otto Kuntze 1914. Erioptera beckeri ingår i släktet Erioptera och familjen småharkrankar. Arten är reproducerande i Sverige. Inga underarter finns listade i Catalogue of Life.

## Bildgalleri

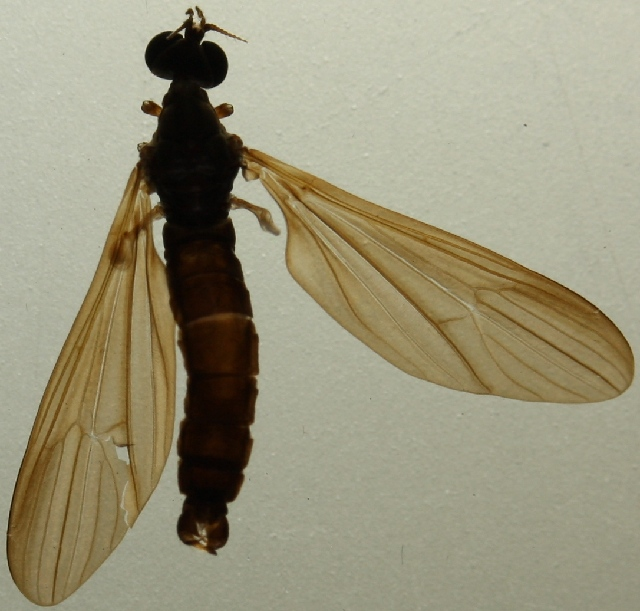